# Pont des Invalides
Il Pont des Invalides è un ponte di Parigi sulla Senna, che mette in comunicazione l'VIII arrondissement con il VII arrondissement, collegando la place du Canada (sulla riva destra) a place de Finlande (sulla riva sinistra), in asse con, rispettivamente, avenue Franklin-D.-Roosevelt e boulevard de La Tour-Maubourg.
È il ponte di Parigi più basso che attraversa la Senna.

## Storia
La storia del ponte ebbe inizio nel 1821, quando l'ingegner Claude Navier lavorava al progetto di un ponte tecnicamente rivoluzionario destinato a essere costruito di fronte all'hôtel des Invalides (al posto dell'attuale ponte Alessandro III). La costruzione di un ponte sospeso che attraversasse la Senna senza punti di appoggio esordì dunque nel 1824. Tuttavia rotture e crolli condannarono l'opera, ancora incompiuta, alla demolizione.
A seguito delle lamentele dei difensori della prospettiva degli Invalides, l'Amministrazione cittadina decise di trasferire il futuro ponte a valle. Questa volta si trattava di un ponte sospeso in tre parti sostenute da posrtici di 20 metri di altezza, con due pilastri nella Senna. Gli ingegneri Marie Fortuné de Vergès e Bayard de la Vingtrie terminarono la loro opera nel 1829, ma il ponte si trovò troppo sollecitato e il suo accesso dovette essere regolamentato dal 1850.
Nel 1854 esso fu demolito in vista della sua sostituzione per l'Esposizione Universale del 1855. Gli ingegneri Paul-Martin Gallocher de Lagalisserie e Jules Savarin utilizzarono i pilastri già esistenti di un ponte sospeso precedente e ve ne aggiunsero uno nuovo al centro, per costruire un ponte ad arco in muratura. Il nuovo pilastro fu decorato di due gruppi allegorici, La Vittoria terrestre, di Nicolas-Victor Vilain, a monte, e La Vittoria marittima, di Georges Diebolt, a valle, mentre i vecchi piloni vennero ornati con trofei militari delle armi imperiali, opere di Astyanax-Scévola Bosio.
Benché più solido, questo ponte subì nel 1878 un cedimento da 25 a 30 centimetri e durante 'inverno del 1880 perse due arcate (ripristinate dalla fine dell'anno). Il ponte, da allora, è stabile e la sola modifica apportata nel XX secolo fu l'allargamento dei suoi marciapiedi nel 1956.
Per l'esposizione universale del 1900, il ponte fu raddoppiato a valle da una passerella pedonale, la passerelle des Invalides.

## Trasporti
Il ponte è servito dalle stazioni del Métro
Champs-Élysées-Clemenceau, Alma - Marceau e La Tour-Maubourg.